# Ахмад ар-Раді
Ахмад ар-Раді (*909 — 23 грудня 940) — 20-й володар Багдадського халіфату в 934—940 роках. Тронне ім'я з арабської мови перекладається як «Той, хто звертається до Бога». Повне ім'я — Абу'л Аббас Ахмад ібн Джафараль-Муктадір ар-Раді біллах.

## Життєпис
Походив з династії Аббасидів. Син халіфа аль-Муктадіра. Народився у 909 році в Багдаді. При народженні отримав ім'я Ахмад (хоча в деякий джерелах згадується також як Мухаммад). Здобув освіту в палаці батька.
У 932 році після сходження на трон стрийка аль-Кахіра опинився фактично під домашнім арештом. Весь час перебував у страху за своє життя. У 934 році в результаті повалення аль-Кахіра стає новим правителем під ім'ям ар-Раді.
Новий халіф намагався відновити потугу держави та авторитет володаря, втім усе було марно. При дворі постійно точилися чвари, часто змінювалися візирі. Це в свою чергу негативно позначалося на ситуації в провінціях та фінансах. Зрештою ар-Раді вирішив спиратися на талановитого, але жорстокого сановника Мухаммада ібн Ра'іка, якому надав найвищу посаду амір аль-умара. Втім халіф робив спроби його контролювати, зменшувати покарання та зловживання.
Послаблення центрального уряду відбилося на новому розпаді халіфату. Протягом 935—937 років фактично самостійним володарем в Єгипті та Сирії став Мухаммад ібн Тугдж, заснувавши династії Іхшидів. Остаточно самостійними стали Хамданіди 935 року (зі столицею в Мосулі), які номінально визнавали ар-Раді світським сюзереном, а не релігійним, оскільки були шиїтами. На сході наступ на володіння халіфа почали Буїди з Гіляні. Останні протягом 934—936 років захопили Рей, Керман, Ісфаган, Фарс, Хамадан. В Басрі та Васіті почалося потужне повстання. При цьому кармати захопили північну та центральну Аравію.
У 938 році почалося нове протистояння при дворі: ібн Ра'ка було повалено і замінено Байкамом з Дейлему. Першого відправлено еміром Харрану, а другого призначено аміром аль-умаром. Втім у 939 році ібн Ра'ка спробував відвоювати владу, але вже у 940 році змушений був відступити до Дамаска.
За цих обставин халіф фактично доручив Хамданідам боротися проти візантійської імперії, яка також почала наступ. Але не надав останнім якоїсь військової допомоги. Разом з тим наказав ібн Ра'іку рушити проти Іхшидів. Останнім протягом 939—940 років було завдано декілька поразок, завдяки чому майже вся Сирія знову опинилася під владою халіфа. Втім, у самому Багдаді ар-Раді не контролював ситуацію, оскільки тут діяли фанатичні прихильники ханбалізму.
Ар-Раді помер від водянки у грудні 940 року. Йому спадкував брат Ібрагім.